# Embajada del Estado de Palestina en España
La embajada del Estado de Palestina en España es la máxima representación diplomática del Estado de Palestina. La embajada se encuentra en Madrid.

## Historia
La Organización para la Liberación de Palestina (OLP), tenía una oficina en Madrid que funcionaba desde su apertura en 1977. En agosto de 1986, el gobierno español decidió reconocer oficialmente dicha oficina, concediéndole ventajas de carácter diplomático, aunque no el pleno rango que tienen las embajadas y consulados. Lo hizo después de anunciar en enero del mismo año el establecimiento de relaciones diplomáticas con Israel y la apertura de una embajada española en Tel Aviv, si bien Madrid reiteró su posición de no reconocer los territorios árabes ocupados por Israel en 1967. A partir de 1986 la delegación palestina se llamó oficialmente «Representación Palestina en Madrid», una decisión que el ministro de Asuntos Exteriores de entonces, Francisco Fernández Ordóñez, comunicó por carta al Jefe del Departamento Político de la OLP en Túnez, Faruk Khaddumi.
En septiembre de 2010, el gobierno español decidió elevar el estatus de la representación palestina en Madrid cuya denominación pasó a ser «Misión Diplomática de Palestina». El jefe de la representación palestina pasó de ser Delegado a Jefe de Misión con tratamiento de Embajador. Ese nuevo estatuto otorgó a la Misión el reconocimiento de la inviolabilidad de sus locales, archivos y documentos, así como las inmunidades establecidas por el Derecho Internacional. Esa decisión fue tomada teniendo en cuenta el progresivo reconocimiento internacional de las instituciones palestinas desde 1986, el afianzamiento de la fórmula de dos Estados para solucionar el conflicto  israelí-palestino, y los esfuerzos encaminados al establecimiento de un Estado palestino conforme a los términos establecidos en las diversas fases del proceso de paz.
En cumplimiento del programa electoral del Partido Socialista Obrero Español (PSOE) para las elecciones generales de 2015 que incluía el reconocimiento del Estado palestino, así como del compromiso adquirido por el Partido Socialista en su 40.º Congreso en 2021 en el mismo sentido, y en virtud de la aprobación de la proposición no de ley presentada en 2014 por el mismo PSOE en el Congreso de los Diputados para instar al Gobierno al reconocimiento de Palestina, España reconoció oficialmente el Estado de Palestina como Estado independiente el 28 de mayo de 2024. La Misión palestina pasó a ser Embajada de Palestina, un estatus que le otorga todos los privilegios e inmunidades correspondientes a los Estados de acuerdo con la Convención de Viena sobre Relaciones Diplomáticas y sobre Relaciones Consulares.

## Los embajadores más destacados de Palestina en España
- Fouad Yassin
- Monther Dajani
- Issam Kamel Al-Salem (13 de julio de 1990-5 de septiembre de 1993).
- Nabil Maarouf (1994-2005)
- Musa Amer Odeh (2006-2022)
- Husni Abdel Wahed (2022-presente)